# Мьолбю
Мьолбю (на шведски: Mjölby) е град в югоизточна Швеция, лен Йостерйотланд. Главен административен център на едноименната община Мьолбю. Разположен е около река Свартон. Намира се на около 280 km на югозапад от столицата Стокхолм и на около 30 km на югозапад от Линшьопинг. ЖП възел. Населението на града е 12 245 жители според данни от преброяването през 2010 г.